# La mia generazione (Mauro Ermanno Giovanardi)
La mia generazione è il quinto album in studio da solista del cantante italiano Mauro Ermanno Giovanardi, pubblicato il 22 settembre 2017 con l'etichetta discografica italiana Warner Music Italy. Il titolo dell'album è stato scelto per omaggiare la generazione di cantanti anni novanta con cui Giovanardi ha collaborato negli anni.

## Descrizione
Il disco contiene 13 cover, di altrettanti brani degli anni novanta, di importanti artisti della scena musicale italiana di quegli anni. L'album è stato lanciato con il singolo Aspettando il Sole, pubblicato il 14 luglio 2017, in cui canta con Neffa e I Messaggeri della Dopa. Il singolo è una rivisitazione di una canzone che Neffa cantò nel 1996.
Alla realizzazione dell'album hanno preso parte molti ospiti, ciascuno in un brano differente, e sono: Manuel Agnelli (Afterhours), Rachele Bastreghi (Baustelle), Emidio Clementi (Massimo Volume), Cristiano Godano (Marlene Kuntz) e Samuel (Subsonica).

## Tracce
1. Aspettando il sole – 4:39 – (cover di Neffa)
2. Lieve – 3:03 – (cover dei Marlene Kuntz)
3. Huomini (con Manuel Agnelli) – 2:26 – (cover dei Ritmo Tribale)
4. Non è per sempre – 3:28 – (cover degli Afterhours)
5. Cose difficili – 4:06 – (cover dei Casino Royale)
6. Baby Dull (con Rachele Bastreghi) – 3:38 – (cover di Üstmamò)
7. Forma e sostanza (con Emidio Clementi e Cristiano Godano) – 3:55 – (cover dei C.S.I.)
8. Lasciati – 3:31 – (cover dei Subsonica)
9. Cieli neri (con Samuel Romano) – 3:28 – (cover dei Bluvertigo)
10. Corto Maltese – 3:49 – (cover dei Mau Mau)
11. Stelle buone – 3:23 – (cover di Cristina Donà)
12. Nera signora – 4:15 – (cover dei La Crus)
13. Il primo Dio – 4:23 – (cover dei Massimo Volume)